# Walmsgate
Walmsgate – osada i civil parish w Anglii, w Lincolnshire, w dystrykcie East Lindsey. W 2001 civil parish liczyła 36 mieszkańców. Walmsgate jest wspomniana w Domesday Book (1086) jako Walmesgar.